# 杉ありさ
杉 ありさ（すぎ ありさ、1989年〈昭和64年〉1月6日 - ）は、日本の女優、タレント。東京都出身。LDH JAPAN所属。夫はEXILEのÜSA。

## 略歴
田園調布雙葉小学校附属幼稚園、田園調布雙葉小学校、田園調布雙葉中学校・高等学校、洗足学園音楽大学ミュージカルコース卒業。
2008年、レプロエンタテインメントが主催した「レプロガールズオーディション2008」でファイナリストとなり芸能界入り。
2009年、FLASHが主催した「ミスFLASH2009」でファイナリストとなる。

## 人物
- 弟がいる[4]。
- 2017年10月22日にEXILEのÜSAと結婚。7年の交際期間を経て結婚に至った[5]。2019年2月に第1子男児を出産した[6]。

## 出演

### テレビドラマ
- あり得ない! 第2話（2010年1月20日、毎日放送）
- エンゼルバンク〜転職代理人〜 第6話（2010年2月26日、テレビ朝日） - 沖田舞子（お天気お姉さん）役
- ピラメキーノG ざっくり戦士ピラメキッド 第3話（2010年5月7日、テレビ東京） - 西川シェリー 役
- LOVE理論（2013年12月27日、テレビ東京） - 黒谷友子 役
- 土曜ワイド劇場 おかしな刑事 居眠り刑事とエリート女警視の父娘捜査11（2014年6月7日、テレビ朝日） - 松島理恵 役
- 魔法★男子チェリーズ（2014年8月31日、テレビ東京） - 麻里 役
- マザーズ（2014年10月18日、中京テレビ放送） - 高田マミ 役
- 福岡恋愛白書10 〜十回目の鈴が鳴るとき〜（2015年3月27日、九州朝日放送） - 野々村香織 役
- 警視庁捜査一課9係第10シリーズ（2015年6月17日、テレビ朝日）

### テレビ番組
- キャンパスナイトフジ（2009年4月 - 2010年3月、フジテレビ） - キャンパスナイターズ
- ヤンガンTV（2010年4月 - 、エンタ!371・Pigoo HD）
- くだまき八兵衛（2010年4月 - 2011年10月、テレビ東京）
- ハッピーMusic（2010年5月 - 、日本テレビ） - ハピっ娘
- シューイチ（2011年4月 - 9月、日本テレビ） - シューイチガールズ

### 舞台
- Love Musical（2009年）
- Tシャツ三国志〜人中に我あり〜（2010年）
- 私立グリグリ学園（2012年）
- FREE(S)プロデュース公演「第二章 Dream-sunflower-」（2012年）
- amipro「レンタル彼女」（2012年）
- PU-PU-JUICE「女子高」（2013年）
- 柿喰う客 女体シェイクスピア004「失禁リア王」（2013年）
- 劇団マツモトカズミ「結婚の偏差値」（2014年） - ゲスト出演
- 泣いてたまるか!! いのちのしるし（2014年）
- 江戸のえじそん（2014年）
- 柿喰う客 女体シェイクスピア005&006「暴走ジュリエット/迷走クレオパトラ」（2014年）
- つかこうへいTRIPLE IMPACT「ロマンス2015」（2015年）
- ベッド&メイキングス第4回公演「墓場、女子高生」（2015年）
- ミュージカル「恋と音楽 FINAL〜時間劇場の奇跡〜」（2016年）[7]
- 舞台「黒子のバスケ」THE ENCOUTER（2016年） - 桃井さつき 役
  - 舞台「黒子のバスケ」OVER-DRIVE（2017年）
  - 舞台「黒子のバスケ」IGNITE-ZONE（2018年）
- ミュージカル「ミス・サイゴン」（2016年）

### ラジオ番組
- かわさきフィーリング（アール・エフ・ラジオ日本、2009年4月 - 2010年3月）
- icon （FMヨコハマ、2010年4月7日 - ）
- Wコロンのやめさせてもらうわ!（文化放送、2010年10月6日 - ）
- GOGOMONZ （FM NACK5、2015年3月17日）

### 映画
- ハナミズキ（2010年）

### ミュージックビデオ
- 鶴「アイタリナイ」（2010年）
- Juliet「23:45」（2010年）

## 作品

### 写真集
- キャンパスナイトフジ しこたま卒業アルバム（2010年3月19日、講談社）
- Love ya!（2011年1月27日、BOMB）

### CD
- エロくないのにエロく聴こえる歌 〜しこたまがんばれ!〜（2010年3月17日、ポニーキャニオン） - キャンパスナイターズ

### DVD
- お初です! お杉です☆（2010年8月20日、イーネット・フロンティア）
- Happyスギる一日（2010年10月22日、竹書房）
- Love ya!（2011年1月26日、BOMB）
- 舞台「黒子のバスケ」THE ENCOUTER（2016年、バンダイビジュアル）
- 舞台「黒子のバスケ」OVER-DRIVE（2017年、バンダイビジュアル）
- 舞台「黒子のバスケ」IGNITE-ZONE（2018年、バンダイビジュアル）